# Торецьк
Торе́цьк (до 27 жовтня 1938 року — Щербинівка, у період з 1938 по 18 лютого 2016 року — Дзержинськ) — місто Бахмутського району Донецької області, Україна. Адміністративний центр Торецької міської громади. Засноване в 1806 році. Статус міста з 1936 року.
Місто розташоване за 7 км від залізничної станції Фенольна на лінії Костянтинівка — Ясинувата, за 55 км від Донецька. Видобуток вугілля. Коксохімічний, верстатний та інші заводи, ВО «Металіст». Населення — 43 371 особа (перепис 2001). Населення міськради — 87 024 мешканця. До складу міськради входять (крім Торецька) 1 міська і 3 селищні ради; 1 місто, 7 селищ міського типу і 10 сільських населених пунктів.
З 7 листопада 2014 року віднесене до переліку міст та населених пунктів, розташованих на лінії зіткнення.
16 жовтня 2015 року місцева влада ухвалила рішення про перейменування міста Дзержинськ на Торецьк. 4 лютого 2016 року Верховна Рада ухвалила відповідну постанову (№ 3854), яка набула чинності 18 лютого.

## Історія

### Історія заснування
На зламі 17 та 18 століття в донецькому степу вздовж річки Сіверський Донець та його притоку Кривого Торця, Білої, Айдару, Лугані жили українські козаки. Вони утворили лінію козачих поселень, яка стала на заваді набігам степовиків — кримських татар, ногайців та інших народів. Вихідці із правобережних міст Богуслава, Звенигородки, Черкас, Вінниці заснували багато сіл та слобід: Маяки поблизу Слов'янська, Співаківку на березі Айдару та інші.
У 1721 році в балці Скельоватій (в Торецьку) комендант Бахмутської фортеці Семен Чирков і управляючий соляними промислами Микита Вепрейський організували розвідувальну партію і виявили поклади вугілля, які є придатними для промислової розробки. У 1722—1724 роках вони організували видобуток вугілля на виходах вугільних пластів на денну поверхню в балці Скелюватій. 1721 рік увійшов в історію як рік відкриття Донецького вугільного басейну.
За переказом, що підтверджується деякими історичними фактами, у мальовничому місці на правому березі річки Кривий Торець, поблизу балки Залізної, оселився богуславський козак Антон Щербина. Він мужньо захищав переправу через Кривий Торець та загинув у нерівному бою з татарами, останні ж знищили родину козака та спалили оселю.
1776 року в урочищі Жований Ліс, балках Сухий Яр та Житній яр виникла державна військова слобода Зайцеве. Скоро її кордони значно розширились. З початком інтенсивного заселення земель донецького краю до 1806 року навколо Зайцеве осілі селяни утворили кілька хуторів. На місці стоянки козака Антона Щербини виросла слобода Щербинівка. Засновники цього поселення займались переважно рільництвом та вівчарством.
Розвиток населених пунктів прискорився із відкриттям на початку 19 століття Зайцівського кам'яновугільного родовища, де селяни примітивним способом добували паливо. Вугілля використовували не тільки для опалення приміщень але й на Бахмутських соляних заводах, казенних ковальнях та інших підприємствах Чумаки доставляли вугілля у Бахмут, Харків, Павлоград та навіть Крим. Уже 1839 року на усіх селянських вугільних шахтах Щербинівки, Зайцевого та Залізного було добуто 220 тис. пудів вугілля, що склало чверть усього видобутку Донецького басейну.
Зрештою у 30-ті роки 19 століття хутір Щербинівський та села, що його оточували, були об'єднані у село Щербинівка, яке увійшло до складу Залізнянської волості Бахмутського повіту. В цей час у Щербинівському руднику добували 25 % усього тогочасного видобутку вугілля Донбасу. До 50-х років у селі налічувалось 313 дворів та 1751 мешканець. Селяни віддавали підприємцям свої земельні наділи із покладами вугілля або й самі наймались до них у робітники. Скоро Щербинівський та Микитівський рудники стали провідними у повіті. 1860 року був закладений Центральний рудник, від якого бере свій початок нинішня шахта «Центральна» — найбільша та найстаріша у місті. Згодом було відкрито ще дві шахти. Особливо інтенсивно почався видобуток вугілля на Щербинівських рудниках після закінчення 1869 року будівництва Курсько-Харківсько-Азовської залізниці. Гілка її 1871 року була прокладена через селянські хутори Залізного та Щербинівки.
1884 року на землях Зайцеве, Щербинівки та Неліпівки французькі підприємці утворили товариство для розробки кам'яного вугілля та солі у південній Росії. Це товариство скуповувало та орендувало землі в околицях Щербинівки та розпочало будівництво двох великих рудників — Неліпівського (пізніше шахта імені Артема) та Північного (пізніше шахта імені К. Ворошилова, нині шахта «Північна»).
1889 року у Щербинівці були побудовані перші коксові печі із отриманням бічних продуктів, а згодом коксобензольний завод з переробки смоли та ректифікації бензола. 1894 року у колонії Нью-Йорк (з 1951 року селище Новгородське) запущено чавуноливарний та механічний заводи з виготовлення бункерів, плугів, жнивних машин та бричок. У слюсарному, ковальному, колісному, модельному, малярному та ливарному виробництвах працював 41 працівник. Діяла парова машина потужністю 8 кінських сил. На місці цього підприємства за роки радянської влади виріс Машинобудівельний завод імені Г. І. Петровського, який випускав гірничовидобувну техніку. Наприкінці 19 століття починає діяти Неліпівський рудник, навколо Щербинівського будується селище баракового типу для робітників, на околицях Щербинівки побудовано більше десятка дрібних шахт. Щербинівський рудник стає одним з найбільших у Донбасі.
Напередодні Першої світової війни видобуток кам'яного вугілля стрімко зростав, розвивалось і коксобензольне виробництво. 1916 року було розпочато спорудження Дзержинського фенольного заводу, який був введений в лад у липні 1917 року. У цей час значно розширились навколишні поселення та сама Щербинівка. Проте умови роботи шахтарів були вкрай важкими. Перші шахти здебільшого являли собою глибокі колодязі, з дна яких виймали вугілля із пласту. Працювали шахтарі у 2 зміни по 12 годин, але фактично більше, оскільки тільки їх просування до забою та від забою займало в середньому близько 2 годин. До того ж їх не завжди вчасно підіймали на поверхню. Робітники, що добували вугілля артілями, часто не залишали забою доти, доки не вирубають відведеної норми. Вугілля рубали обушком, доставляв його до відкаточного штреку саночник.
Такі умови праці викликали у більшості гірняків захворювання дихальних шляхів, травлення, розлади нервової системи, ревматоїдні та захворювання очей. Не найкращими були умови праці на заводах Щербинівки. Тут, як і на шахтах, широко застосовували працю підлітків, де замість дорослих працювали 12-13-річні юнаки. Аби тримати працівників у покорі, адміністрація Щербинівського рудника реорганізувала гірничозаводські крамниці у «споживчі товариства». Видаючи гірникам товари, продукти харчування у борг, вони тим самим збільшували їх борг та зменшували можливість його погашення. Платня ж за каторжний шахтарський труд була мізерною, крім того за порушення стягували штрафи.
У травні 1902 року в Щербинівку прибув один з керівників Морозівського страйку ткачів Петро Мойсеєнко. За підтримки місцевого лікаря Івана Олександровича Кавалерова він влаштовується працювати на Центральний рудник теслярем. І. Кавалеров познайомив Мойсеєнко з Григорієм Петровським (в майбутньому голова ЦВК УСРР — «всеукраїнський староста» радянським сленгом), який працював слюсарем на руднику, переховуючись від царської охранки. Наприкінці 1902 року вони створили соціал-демократичні гуртки на 3 шахтах — Центральній, Неліпівській і Північно-Микитівській. Під керівництвом соціал-демократів шахтарі Щербинівки проводили маївки в Скелеватій балці, активно підтримали озброєне повстання в Горлівці в грудні 1905 року і в подальшому активно боролися за покращення умов праці й життя.

### Роки німецько-радянської війни
За перші три місяці з початку війни Дзержинським міським військкоматом призвано до лав Червоної армії понад 6 тисяч чоловік. Всього за роки війни на фронт пішли понад 10 000 мешканців Дзержинська. У вересні — жовтні 1941 року місцевими органами влади за сприяння командування 12 армії Південного фронту сформовані партизанські загони і диверсійні групи. В умовах степового району неможливо було створити надійні бази для забезпечення діяльності партизанських загонів, тому вони були передислоковані до лісів Луганської області.
22 жовтня 1941 року дивізії італійського експедиційного корпусу зайняли більшість сіл Дзержинського району і лівобережну частину селища Нью-Йорк. 28 жовтня 15 та 74 дивізії 12 армії залишили оборонний рубіж уздовж річки Кривий Торець. З 28 жовтня 1941 року по 5 вересня 1943 року місто перебувало під владою німців. Окупантам не вдалося поновити видобуток вугілля на основних шахтах міста — на шахтах чинились диверсії підпільними та диверсійними групами. Було спалено міську електростанцію, зруйновано електромеханічні майстерні. За німців розстріляно і повішено 83 особи. Долю 150 осіб, заарештованих і відправлених до горлівської жандармерії або костянтинівського чи артемівського гестапо, не вдалося встановити. 1480 юнаків та дівчат були вивезені до Німеччини. За час війни у Дзержинському районі зруйновано 53 промислові об'єкти, у тому числі 6 шахт і 3 заводи, знищені Палац культури, 1 280 житлових будинків, 10 шкіл. Загальний збиток склав 116 млн карбованців. 5 268 дзержинців не повернулися з фронтів Другої світової війни.
5 вересня 1943 року Дзержинськ, а 7 вересня всі населенні пункти району зайняті військами 51 армії Південного фронту під командуванням генерал-лейтенанта Якова Крейзера. При захопленні Дзержинська загинули понад 200 військових. Встановлені 245 імен воїнів, похованих у 10 братських могилах на території Торецької міської ради. На братських могилах встановлені пам'ятники, імена воїнів увічнені на меморіальних плитах. Подвиг воїнів, що загинули в боротьбі за місто, мешканці увічнили в меморіальному комплексі «Слава», спорудженому до 30 річниці захоплення міста.

### Російсько-українська війна
У березні 2014 у місті було зорганізовано низку антиукраїнських мітингів. 11 травня 2014 року в ході «Референдуму щодо статусу Донецької народної республіки» працювало 14 із 46 дільниць, до організації референдуму був причетний тодішній мер міста Володимир Сліпцов 8 липня терористами було захоплено відділення міліції, а працівників — взято в заручники
21 липня 2014 року українські Збройні Сили 73 центр ССО в ході бою зайняли місцевий штаб бойовиків, який був у Торецьку, після цього розпочали звільнення міста 34-м батальйоном від терористичних угруповань. Після напружених боїв силам АТО вдалося взяти під контроль Торецьк та підняти над адміністрацією прапор України.
26 липня 2014 року терористи, які вже відійшли до Горлівки, обстріляли школу № 2 з системи залпового вогню «Град», постраждало також понад 40 квартир в сусідніх житлових будинках.
13 листопада 2014-го українські збройні сили здійснили упереджувальний удар по терористах, котрі рушали з-під Горлівки на Торецьк, артилерією знищено до 10 одиниць озброєння і військової техніки та до 20 бандитів. 21 листопада засоби масової інформації поширюють повідомлення, що з території Горлівки терористи обстріляли Торецьк артилерією та системами залпового вогню «Град» — по поселеннях шахти Південна і Артемово, багато поранених місцевих жителів, зазнали руйнувань школа та житлові будинки.
24 січня 2015 року терористично-російські угрупування обстріляли блокпост під Торецьком, загинули 6 військових, 10 були поранені. 27 січня снаряд терористів влучив  у приватне домоволодіння, на місці вибуху знайдено тіло жінки 88-ти років. 5 лютого терористи обстрілюють місто зі ствольної артилерії, поранено чоловіка поблизу Дзержинського хлібозаводу. 11 лютого під час обстрілу терористами побіля Торецька від осколкового поранення у голову загинув солдат 44-ї артилерійської бригади Микола Мельник.
Після обстрілу 13 лютого 2015 року снаряд, що потрапив у будинок, обірвав життя жінки 1948 р.н. 22 березня під вечір бойовики обстріляли Торецьк, щонайменш одного мешканця поранено. 13 квітня бойовики з мінометів обстріляли селище шахти «Південної» в Торецьку, поранені двоє підлітків. 23 липня увечері терористи обстрілюють місто, поранень зазнав місцевий житель. Вночі з 29 на 30 липня терористи обстріляли центральну частину міста, загинуло двоє місцевих жителів. В ніч з 7 на 8 серпня 2015-го проросійські терористи з артилерії обстріляли Торецьк, поранені двоє мешканців — чоловік та жінка. Вночі з 13 на 14 серпня терористи вчергове обстрілювали Торецьк, поранено двоє людей.
18 лютого 2016 року тодішній Дзержинськ перейменовано на Торецьк на честь річки Кривий Торець відповідно до рішення місцевої ради від 16 жовтня 2015 року.

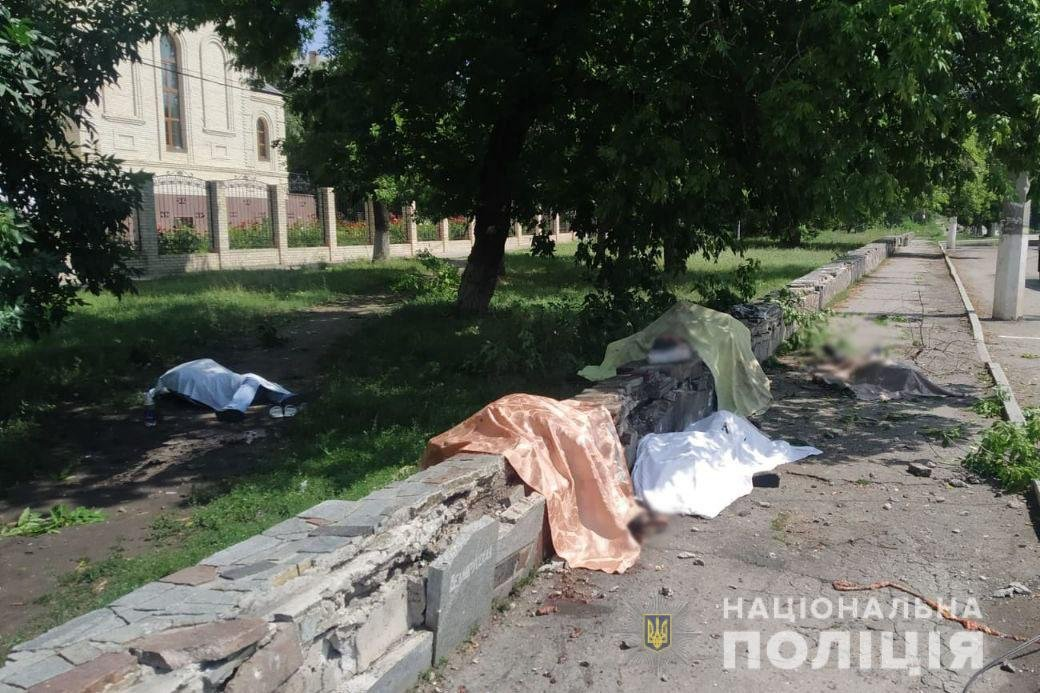
Жертви обстрілу 4 серпня 2022

Під час повномасштабної російської збройної агресії 2022 року місто неодноразово обстрілювала російська армія. Зокрема, 4 серпня 2022 року вона влучила у багатоповерховий житловий будинок та зупинку громадського транспорту. Вісім людей загинули, четверо, троє з яких діти, були поранені.
Докладніше: Бої за Торецьк (2024)
19 червня 2024 року ворог почав наступ на місто.
На початку липня наступ росіян практично зупинили, коли на цей напрямок були відправлені додаткові українські сили. Зокрема, одну з найбільш боєздатних частин ЗСУ — 95-ту десантно-штурмову бригаду, яка з початку повномасштабного вторгнення воює на найбільш складних напрямках. Значний внесок в оборону Торецька робить 32-га окрема механізована бригада, що зайшла на цей напрямок на початку липня.
На початку серпня 2024 року російські ДРГ тричі заходили до Торецька.
Станом на 13 серпня 2024 пресофіцер 32 ОМБр повідомив, що бої йдуть у міській забудові біля Торецька в населених пунктах Північне і Залізне, що щільно прилягають до самого Торецька.
24 жовтня 2024 українські війська просунулися у Торецьку і відновили втрачені позиції.
6 листопада 2024 стало відомо, що російські війська захопили центр міста Торецьк.

## Створення військово-цивільної адміністрації
12 травня 2017 року Указом Президента України у Торецьку утворено військово-цивільну адміністрацію.

## Населення

### Національний склад
Національний склад населення за переписом 2001 року:
|          | чисельність | частка, % |
| українці | 52 958      | 61,4      |
| росіяни  | 31 112      | 36,1      |
| білоруси | 858         | 1,0       |
| татари   | 262         | 0,3       |
| цигани   | 222         | 0,3       |

### Мова
Розподіл населення за рідною мовою за даними перепису 2001 року:
| Мова            | Кількість | Відсоток |
| --------------- | --------- | -------- |
| російська       | 37398     | 87.14 %  |
| українська      | 5226      | 12.18 %  |
| циганська       | 86        | 0.20 %   |
| білоруська      | 53        | 0.12 %   |
| вірменська      | 30        | 0.07 %   |
| румунська       | 20        | 0.05 %   |
| інші/не вказали | 103       | 0.24 %   |
| Усього          | 42916     | 100 %    |

На 1 січня 2008 року чисельність постійного населення Торецької міської ради становить 77 415 осіб: чоловіків — 35 739, жінок — 41676.

## Економіка

### Вугільна промисловість

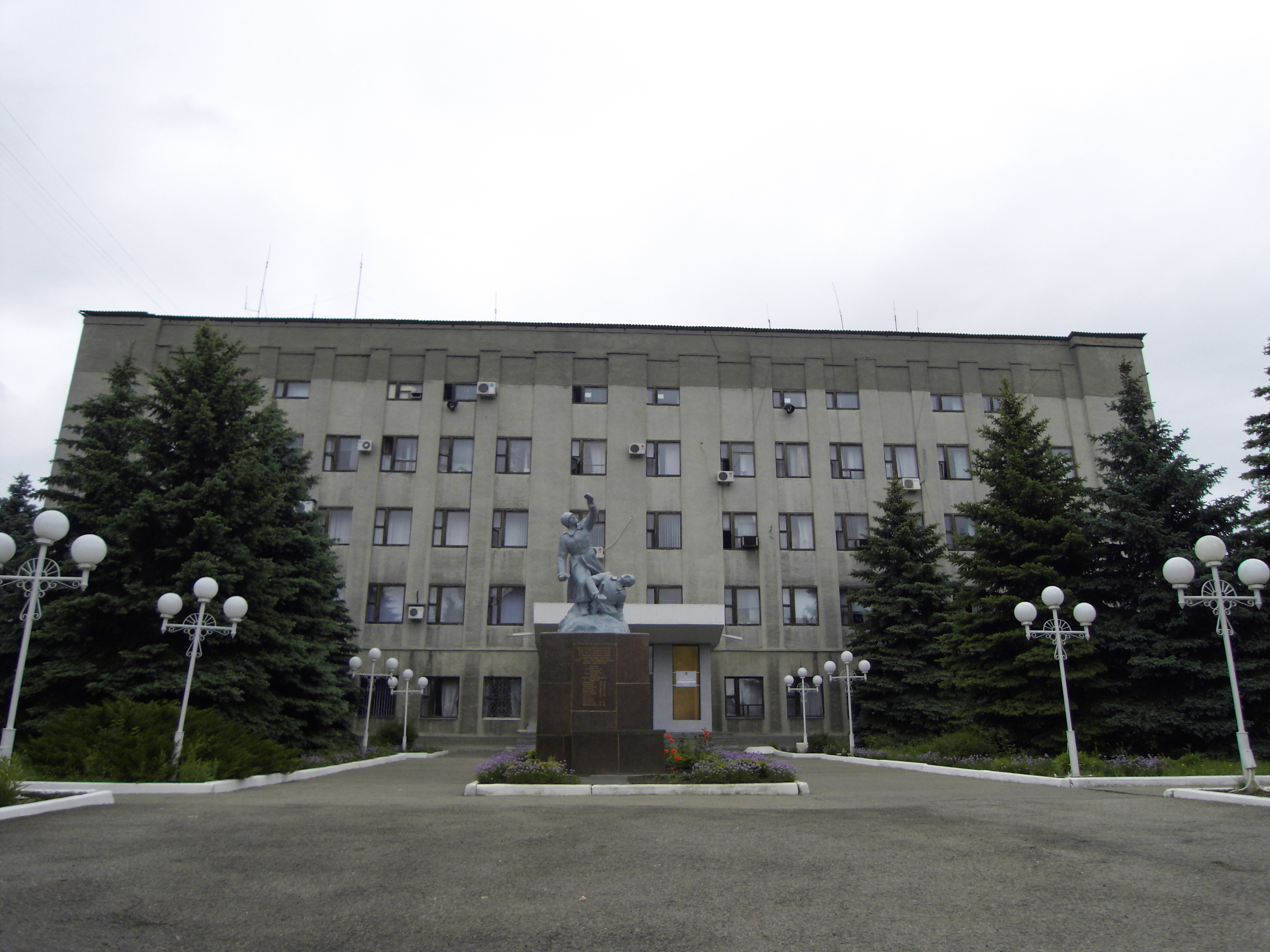
«Торецьквугілля»

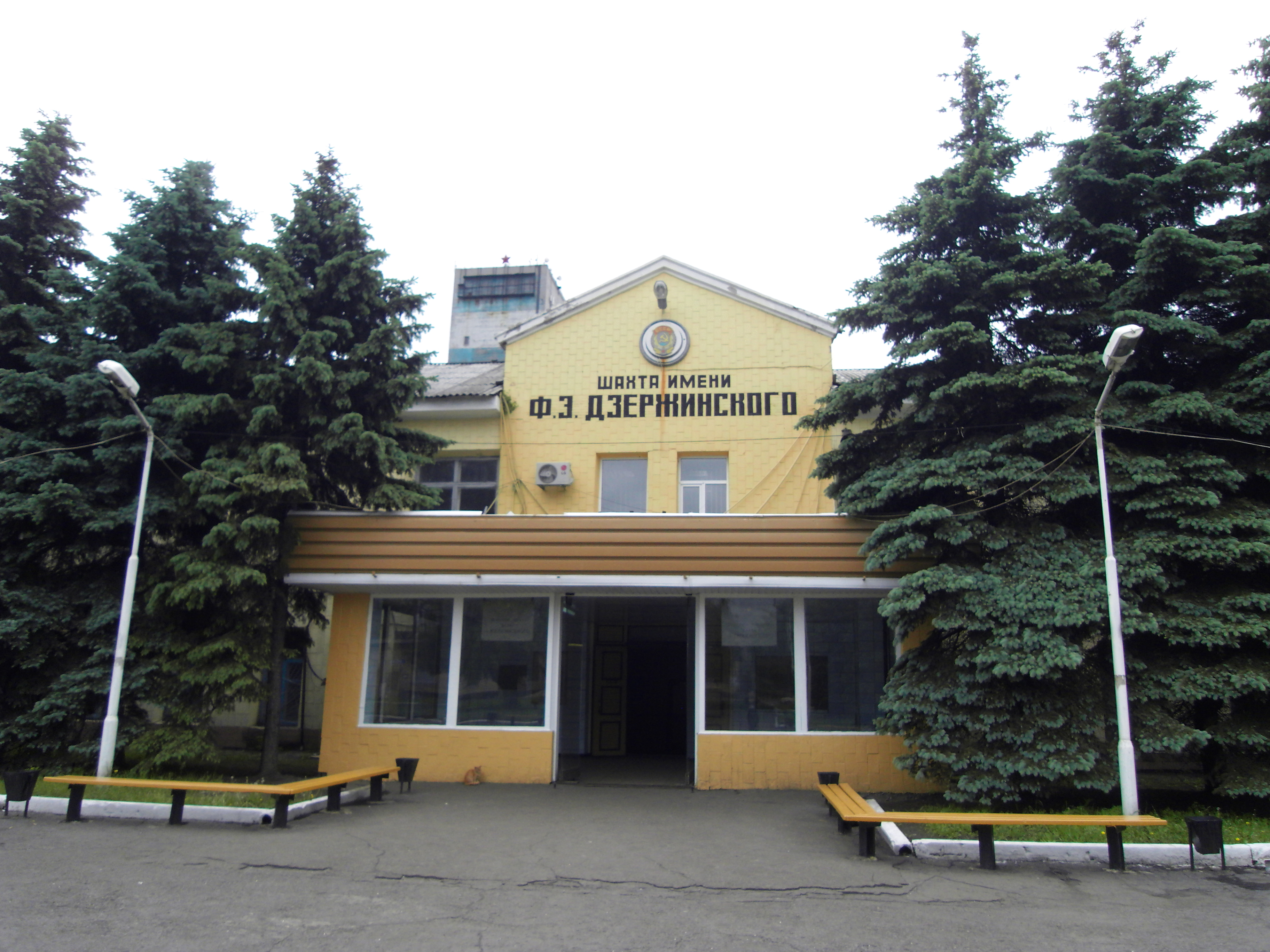
Шахта «Центральна» — найстарша шахта міста. Працює з 1860 року.

Торецьк — місто шахтарів, оскільки провідну роль в його економіці відіграє вугільна промисловість. Станом на 1 вересня 2008 року її частка в загальному обсязі промислової продукції міста становить 50,9 %. Загальна кількість зайнятих на підприємствах вугільної промисловості сягає 7,5 тисяч працівників. Виробнича потужність вуглевидобувних підприємств становить понад 700 тис. тонн на рік. Основні споживачі коксівного вугілля, що видобувається в Торецьку: ВАТ «АрселорМіттал Кривий Ріг», ВАТ «Алчевський коксохімічний завод» та інші промислові підприємства.
Представляють вугільну галузь в Торецьку такі підприємства:
- Державне підприємство «Торецьквугілля»
- ТДВ "ОП «Шахта імені Святої Матрони Московської»
- Групова збагачувальна фабрика «Дзержинська»
- філія ЗФ «Дзержинська» ТОВ «Енергоімпекс»

Державне виробниче об'єднання «Торецьквугілля» здійснює централізоване територіальне управління 2 вугільних шахт:
- Шахта «Центральна»
- Шахта «Торецька»

За час незалежності України закрито шахти ім. Артема, шахту «Нова», шахту «Південна» та шахту «Північна».
Промислові запаси кам'яного вугілля діючих нині шахт становлять 58,6 млн тонн коксівного вугілля марок «К» (коксівне) і «Ж» (жирне), зосереджених у пластах крутого падіння. За сучасних обсягів видобутку запаси здатні забезпечити функціонування шахт ще на 80 років (станом на 2008 рік). У 2010 році тривають роботи з проходки нового горизонту на шахті «Торецька».
Окрім шахт виробничому об'єднанню «Торецьквугілля» підпорядковані Дзержинський ремонтно-механічний завод, автобаза, вузол виробничо-технологічного зв'язку, управління матеріально-технічного постачання, управління житлово-комунальним господарством, гірничий навчально-курсовий комбінат, вантажно-транспортне управління «Дзержинськпогрузтранс», а також газета «Шахтёрский вестник».

### Хімічна промисловість

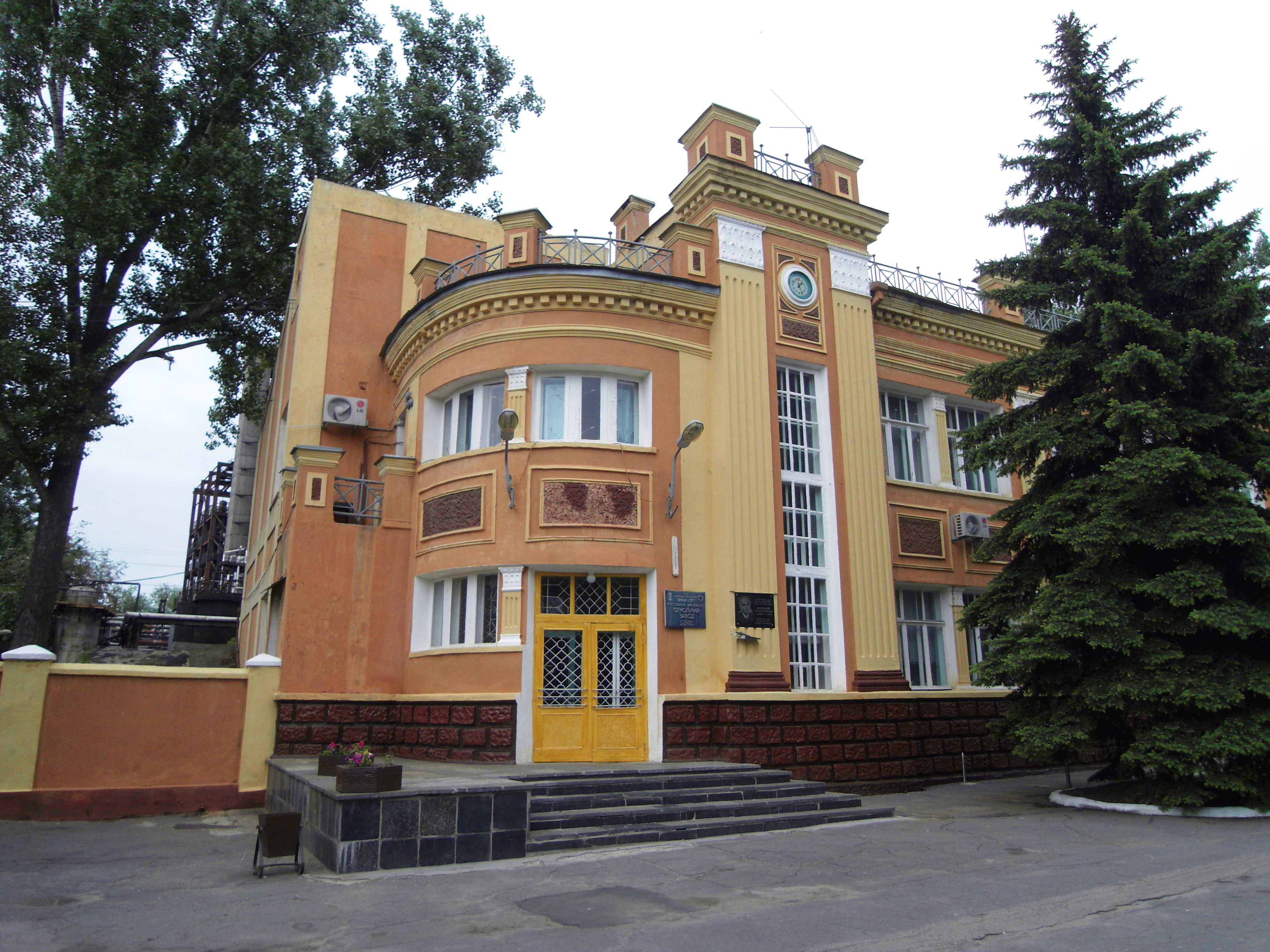
Дзержинський фенольний завод

Не менш важливою для економіки міста залишається хімічна промисловість, питома вага її в загальному обсязі промислової продукції міста становить 36,7 %. Представлена галузь одним підприємством — КХЗ «Дзержинський фенольний завод» ТОВ НВО «Інкор і Ко», підприємство з централізованої переробки фенольної, нафталінової і піридинової сировини, рівень виробництва продукції якого щороку зростає. Нині на заводі випускається близько 30 найменувань сортів і марок номенклатури продукції, 95 % якої відправляється на експорт. На початку 2000-х років на підприємстві впроваджена система керування якістю ISO 9001-2001.

### Машинобудівна промисловість

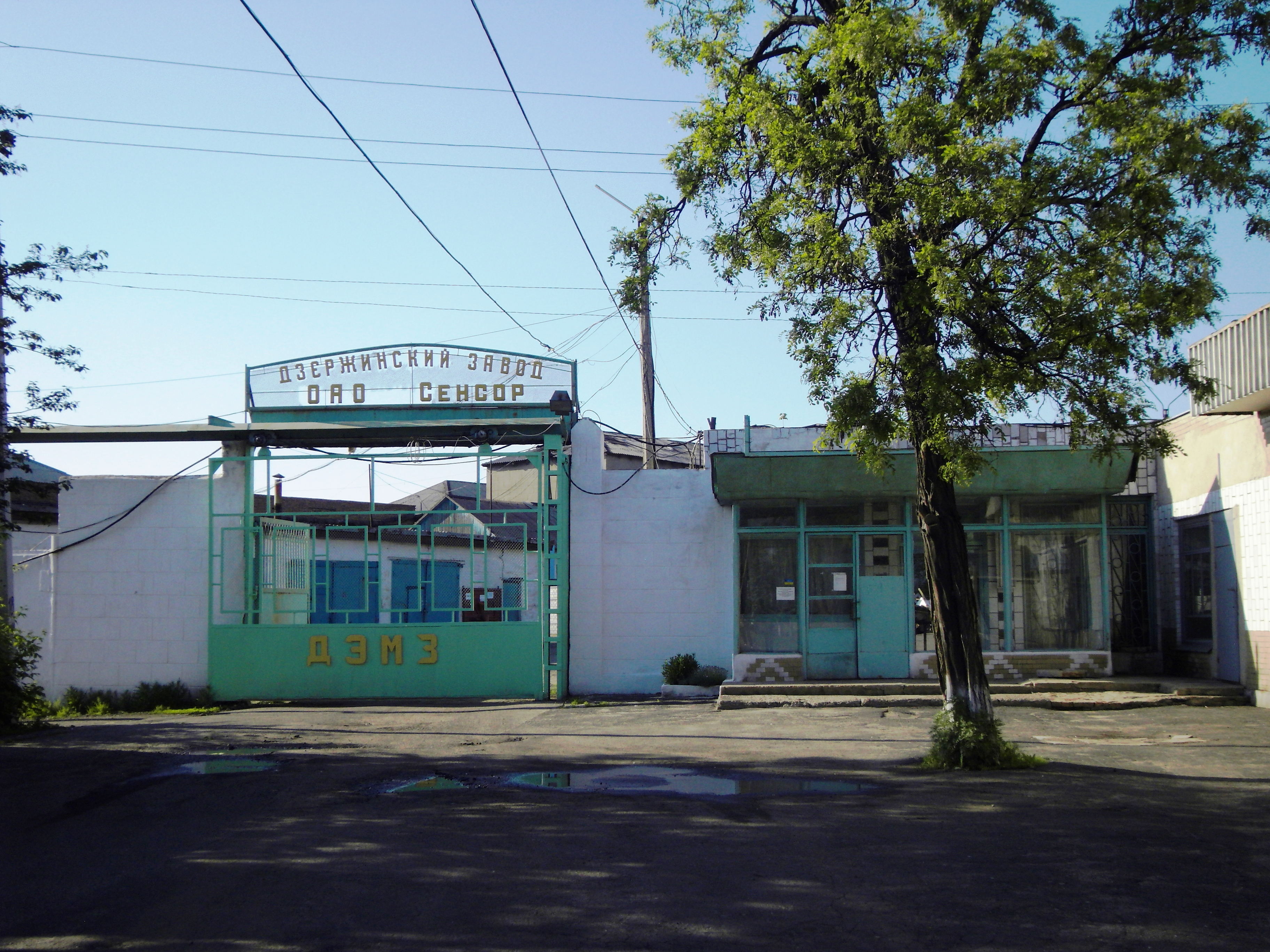
Транспортний під'їзд до заводу «Сенсор»

У Торецьку діють два підприємства машинобудівного комплексу: Новгородський машинобудівний завод імені Петровського та завод станкових вузлів, а нині Дзержинський електромеханічний завод «Сенсор». Новгородський машинобудівний завод імені Петровського заснований 1894 року як підприємство з виготовлення сільськогосподарських машин. Після приватизації підприємства в 2000 році координацію роботи здійснювала промислова компанія «Укрвуглемаш». Тоді ж почалось освоєння виробництва шахтних лебідок, насосів дільничного водовідливу, а також устаткування для залізничного транспорту. Нині 48,49 % акцій підприємства належать промисловій групі «АРС» та 24,99 % — ЗАТ System Capital Management.
Дзержинський електромеханічний завод «Сенсор» — монопольний постачальник високовольтної кабельної продукції для вітроенергетичних станцій України. Завод, заснований 1976 року, — нині сучасне виробництво, стратегічну основу продукції якого складають мережеве монтажне та телекомунікаційне обладнання, вентиляційне обладнання, банківське устаткування (зокрема, детектори банкнот), дозатори води і рідких компонентів, кріплення для аудіо/відео техніки, а також послуги з обробки металу в рамках виробничої кооперації. З квітня 2010 року налагоджене виробництво мережевого монтажного обладнання. Довголітній партнер підприємства — компанія АМІ.

### Промисловість будівельних матеріалів
Курдюмівський завод кислототривких виробів, заснований 1954 року, спеціалізується на виробництві кислототривкої продукції цегли та плитки. На початку 1990-х років відбувся різкий спад виробництва. Проте за рахунок переоснащення та впровадження новітніх технологій до початку 2000-х років завод вийшов у лідери галузі в Україні. Підприємство має в своєму розпорядженні сертифіковану лабораторію, оснащену новітнім обладнанням. Сировинна база виробництва — глини Курдюмівського родовища, які не мають аналогів в Україні за своїм фізичним і хімічним складом. Це високопластичні білі глини із мінімальним вмістом окислів. У 2004 році ВАТ «Курдюмівський завод кислототривких виробів» отримав міжнародний сертифікат управління якістю ISO 9001 версії 2001 року.
Головними споживачами продукції заводу впродовж останніх десятиліть залишаються Липецький, Маріупольський та Запорізький металургійні комбінати, Гомельський хімічний завод. Найбільший замовник плитки для вимощування тротуарів — місто Київ: плитку Курдюмівського заводу використовували для реставрації Софійської та Михайлівської площ, площі перед Успенським собором Києво-Печерської Лаври. Завод входить до складу промислової групи «Кислотоупор»

### Харчова промисловість

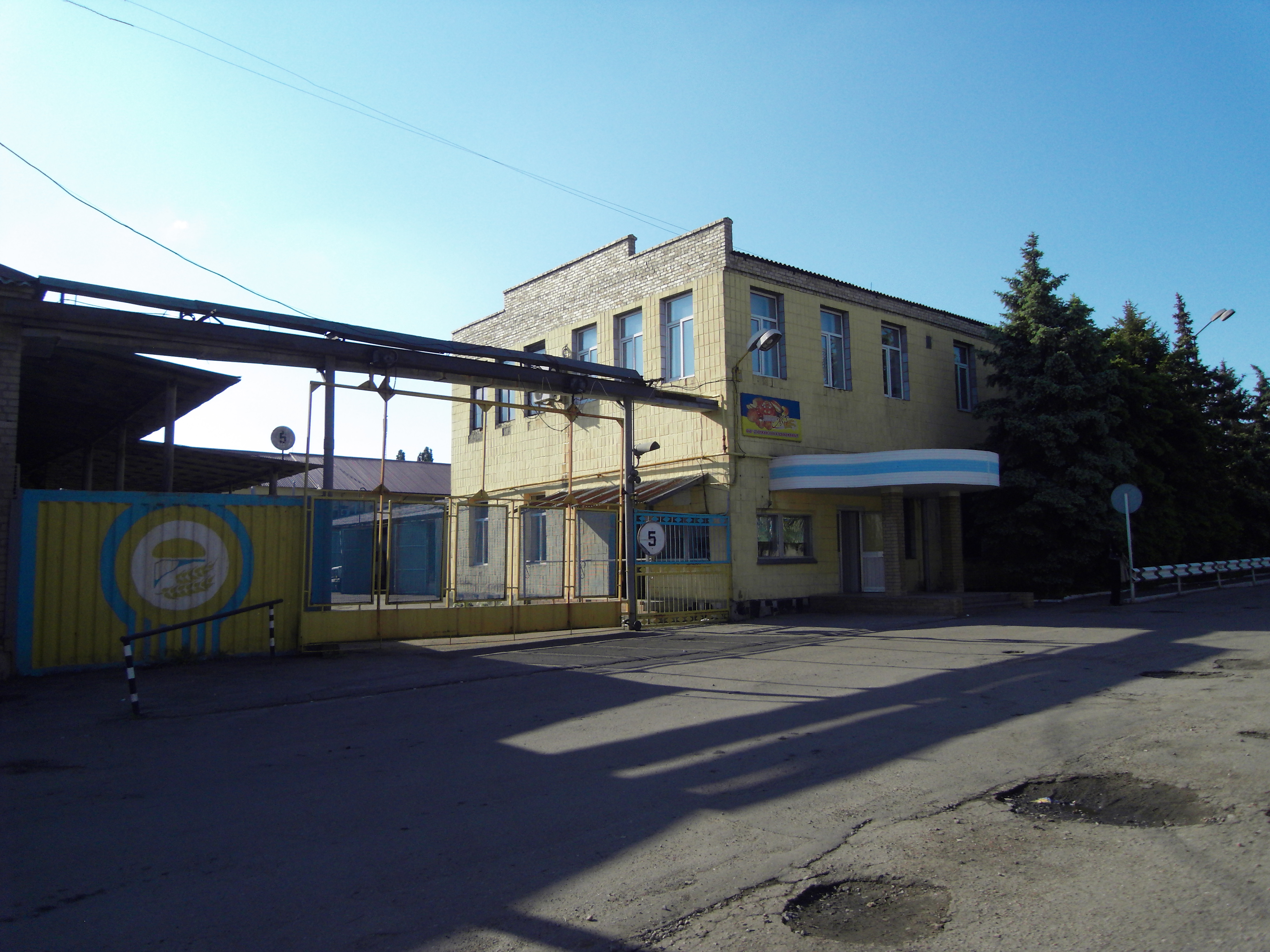
Дзержинський хлібокомбінат

Із 1947 року безперебійно працює Дзержинський хлібокомбінат, заснований 1931 року, питомий внесок якого в міський бюджет становить 4 %. Діють основні три цехи: хлібний, булочний та кондитерський, а також переоснащений цех з виробництва пшеничного солоду. Середньодобове виробництво становить 14,5 т. Близько 21 % продукції реалізується через власну роздрібну торговельну мережу. Крім того підприємство постійно надає спонсорську допомогу медичним установам міста, міському дитячому притулку, загальноосвітній школі-інтернату, міському відділу фізичної культури і спорту, художнім колективам Палацу Культури «Україна». З метою профілактичного медичного огляду працівників та їхніх сімей регулярно раз на рік здійснюється діагностичне обстеження фахівцями діагностичного центру Донецького обласного клінічного територіального медичного об'єднання. При заводі функціонує власний стоматологічний кабінет. З 1980 року беззмінно Торецький хлібокомбінат очолює Лебедєв В'ячеслав Федорович — почесний громадянин Торецька.

## Транспорт
Транспортна інфраструктура міста нараховує 418,2 кілометрів автошляхів, з твердим покриттям — 406, щебнем — 12,2 кілометри. З 1985 року, коли відкрито перші два тролейбусні маршрути, до 2007 року пасажирські перевезення в місті здійснювались автомобільним та електричним транспортом. У 2007 році в Торецьку припинено рух тролейбусу (див. Торецький тролейбус).
Транспортне обслуговування в місті забезпечує також ВАТ «Дзержинське АТП 11407», а також приватні підприємці. У 2007 році було створене підприємство ТОВ «Автобудсервіс — 2007». Станом на 1 січня 2010 року автомобільним транспортом обслуговується 29 маршрутів.

## Культура

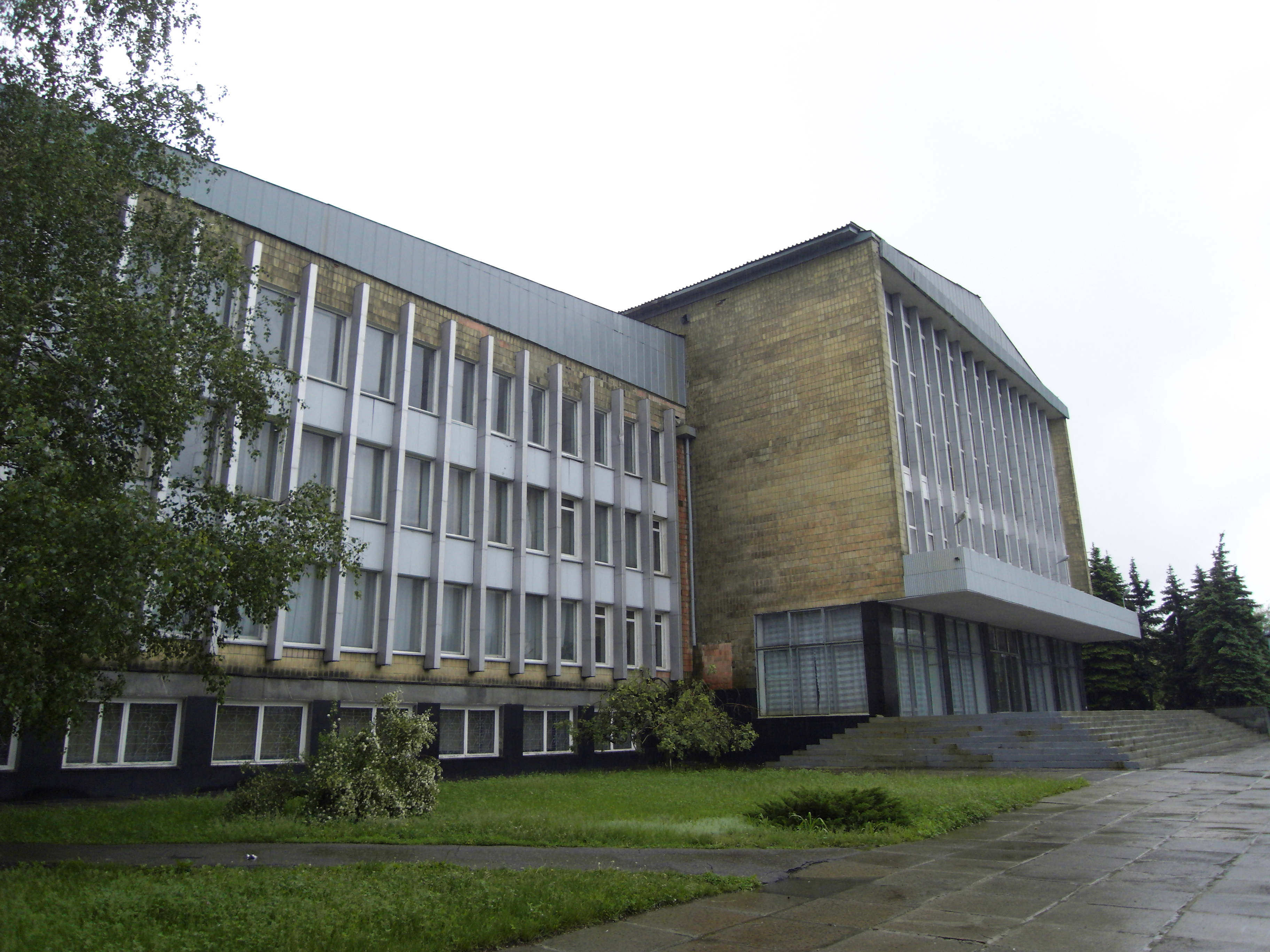
Палац культури «Україна»

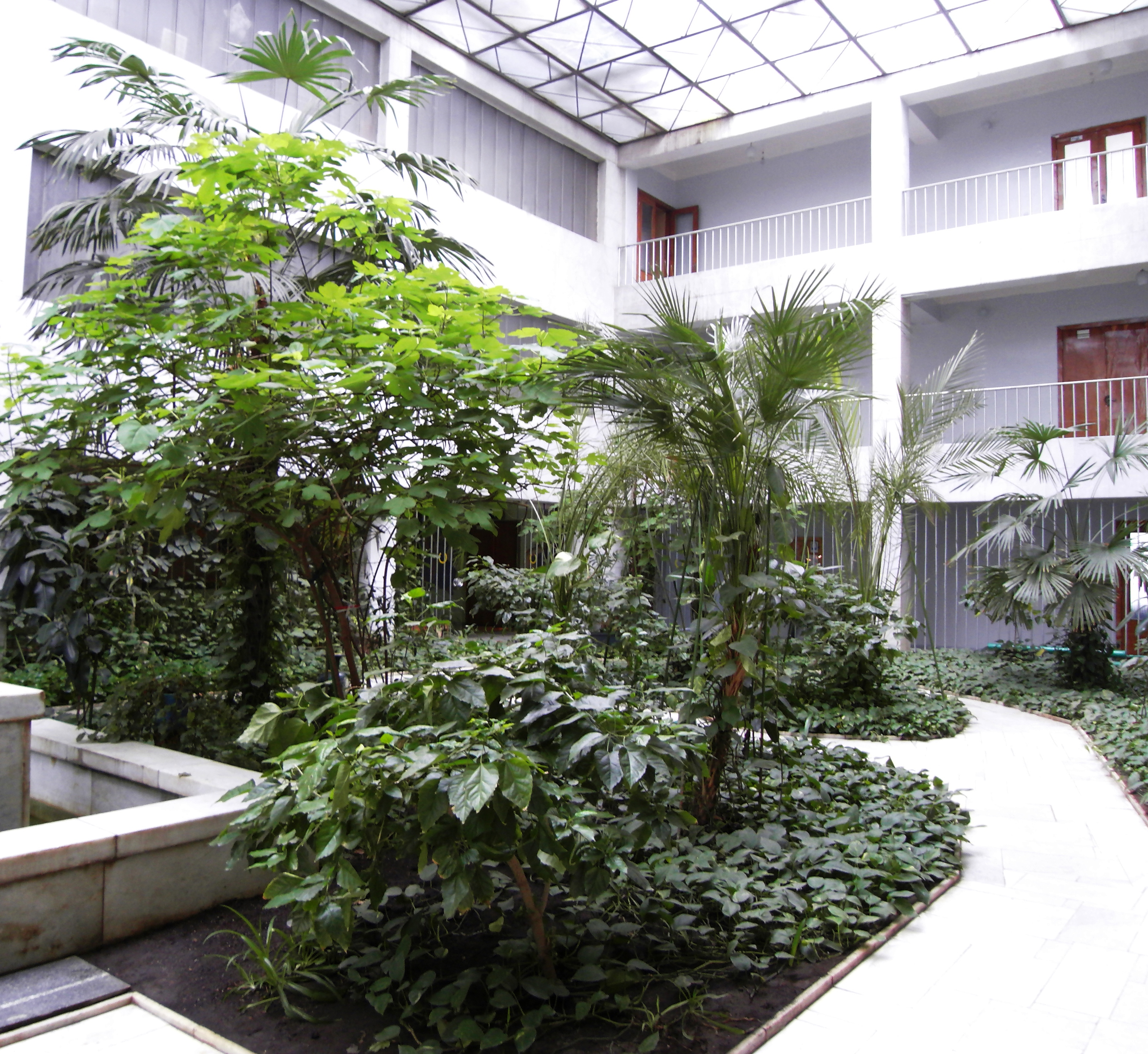
Фрагмент зимового саду палацу «Україна»

До 1991 року в Торецьку працювали 13 Палаців культури і клубів, 25 бібліотек (нині діють 14), 164 магазини, стадіон, плавальний басейн, 22 школи, 2 професійно-технічних училища, гірничий технікум, музичне училище і музична школа. У місті Торецьк Донецької області на обліку перебуває 21 пам'ятка історії та 5 пам'яток монументального мистецтва. 9 пам'яток історії — це могили радянських воїнів, 5 воїнів афганців, меморіальні дошки. 20 липня 2015-го скинуто 2 пам'ятники — Леніну та Дзержинському.
Головний осередок культури в місті — Палац культури «Україна» шахти Шахта «Центральна». Палац культури введений в експлуатацію 22 грудня 1972 року. Головна заслуга в спорудженні Палацу Культури «Україна» належить Пеклуну Володимиру Федоровичу, який на той час очолював міську партійну організацію, і Кулінічу Тимофію Олексійовичу — голові виконкому Торецької міської ради депутатів. Чинний директор Палацу — Сорочук Віктор Ярославович, художній керівник — Перевалова Світлана Володимирівна. З 2019 року перебуває у комунальній власності міста.
Палац має дві глядацькі зали, бібліотеку. Крім того в його приміщенні розташовані Народний музей історії міста Торецька, а також унікальний зимовий сад — єдиний в Україні такого типу, збережений завдяки зусиллям всього трудового колективу ПК «Україна». Нині в ПК працюють 35 художніх колективів, в яких займаються 670 осіб. Серед колективів 21 21 творча студія, зокрема:

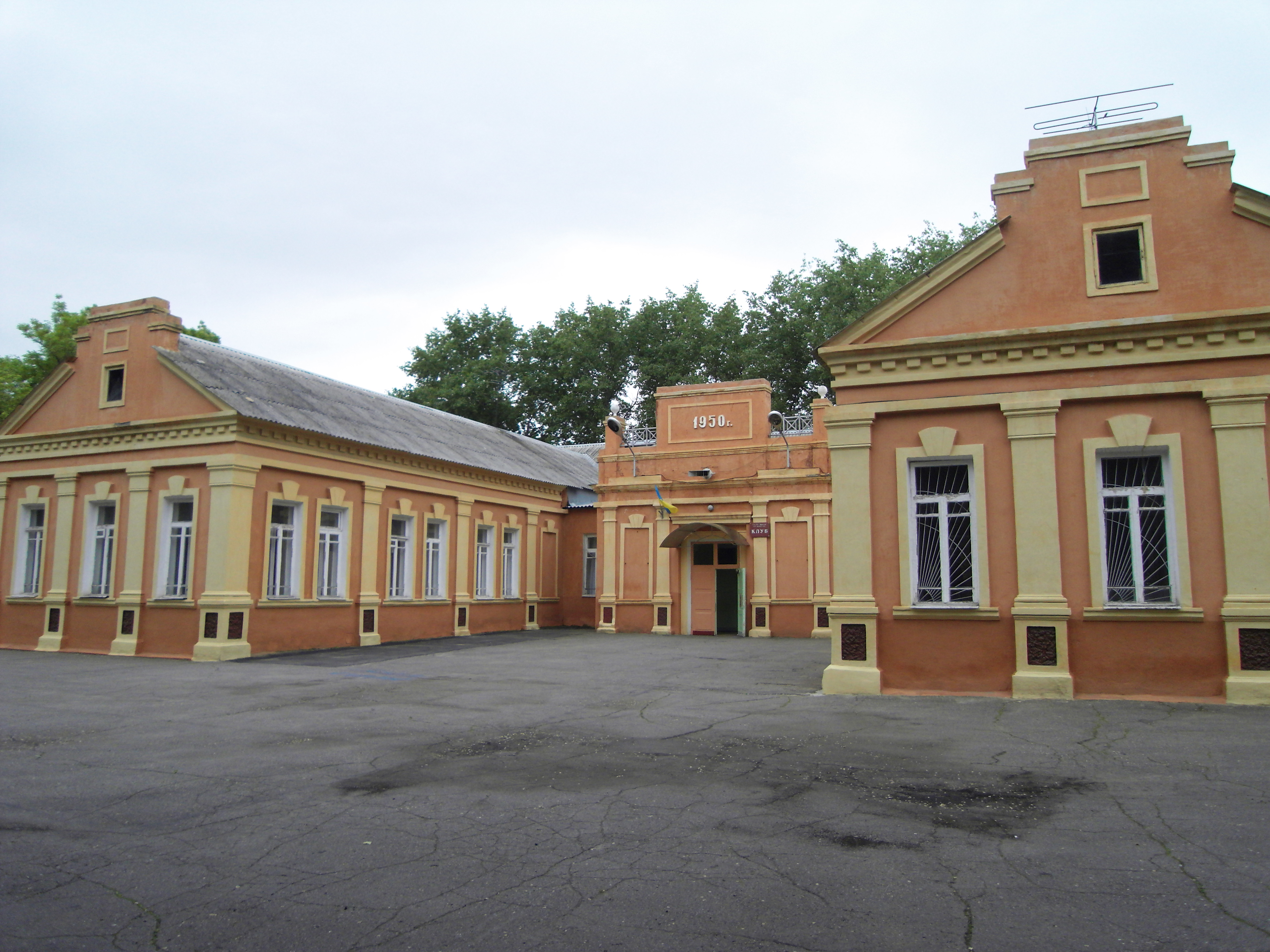
Клуб Дзержинського фенольного заводу

- зразкова студія естрадного співу «Камертон», керівник — Степаненко Наталія Миколаївна;
- зразкова студія народного танцю «Калинка», керівник — Ткачук Світлана Павлівна;
- зразкова студія естрадного танцю «Експресія», керівник — Бабіч Ніна Юріївна;
- народний хор ветеранів Великої Вітчизняної війни і праці, керівник — Сорочук Віктор Ярославович. Звання «народного» колектив отримав в 2005 році.
- народний молодіжний театр «Новое поколение», керівник — Крошка Оксана Василівна.
- народний театр естрадних ляльок «Чародеи» і зразковий театр естрадних ляльок «Золотой ключик», керівники — Ганна Шульга та Валентина Шульга;
- вокальні студії «Арія», керівник — Перевалова С. В. і «Резонанс», керівник — Дубовська І. В.

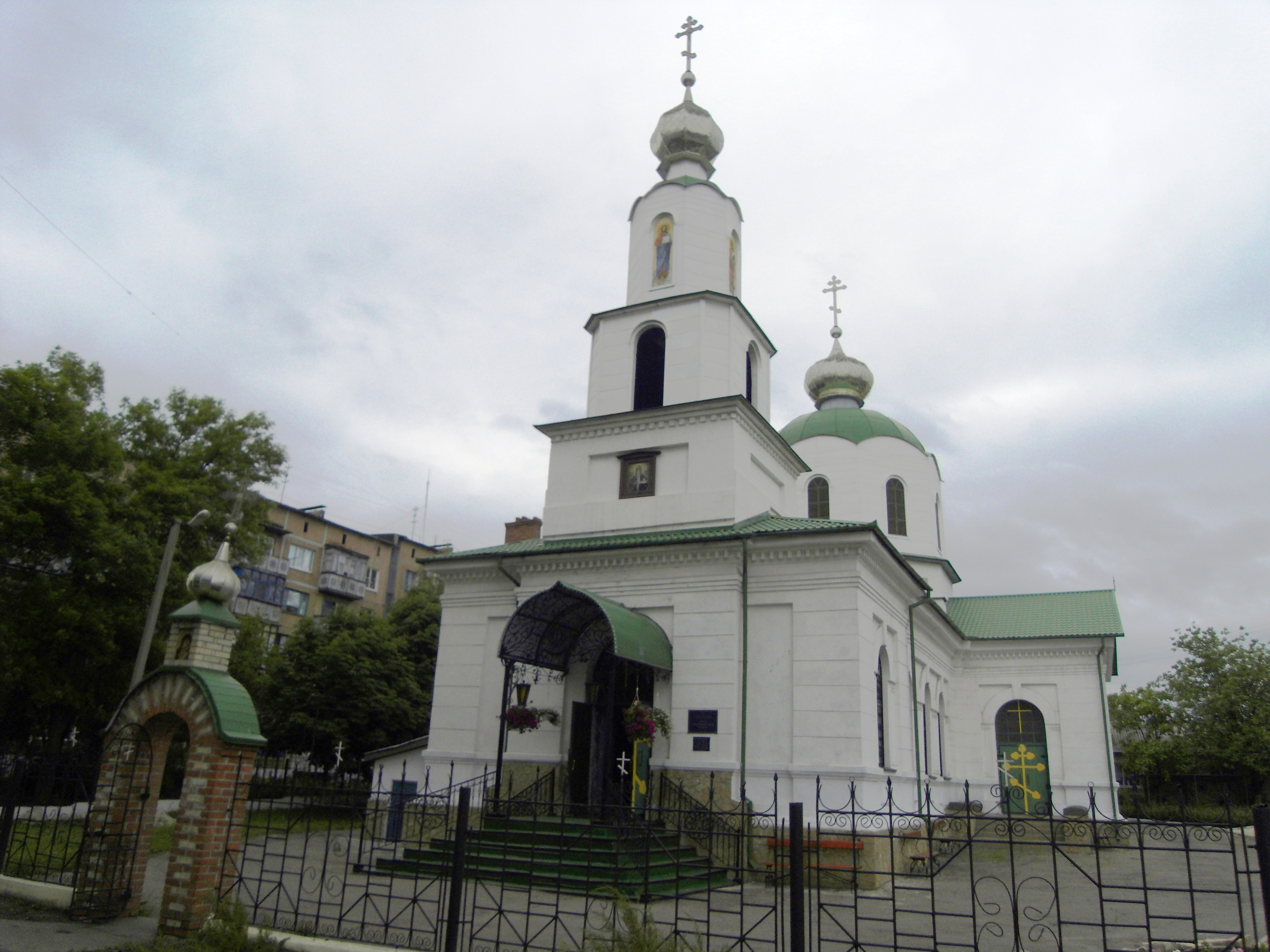
Макаріївська церква

Вихованці зразкової студії естрадного співу «Камертон» беруть участь у Міжнародному конкурсі дитячого та юнацького мистецтва «Кришталевий жайвір» (м. Тернопіль), Міжнародного конкурсу дитячого та юнацького співу «Чорноморські ігри» (м. Скадовськ), Всеукраїнського фестивалю-конкурсу естрадного мистецтва «Родник», де неодноразово отримували звання лауреатів. У 2006 році Кирил Каплуновський представляв Україну на міжнародному фестивалі мистецтв «Слов'янський базар» і отримав другу премію у своїй віковій категорії. Зразкова студія народного танцю «Калинка» — лауреат міжнародного конкурсу «Форте мьюзік».
У місті працюють також Палац культури шахти «Північна», клуб Фенольного заводу, Будинок народних традицій села Щербинівки. В 1957 році в Торецьку відкрита музична школа, яка носить ім'я видатного українського композитора Івана Карабиця. Втім за роки незалежності України в місті закрити кінотеатр «Старт» і кінотеатр ім. Богдана Хмельницького. На місці останнього діяла школа, в якій працював український письменник і педагог Степан Васильченко. На будівлі кінотеатру встановлено меморіальну дошку.
Трудовому життю шахтарського міста часів перших радянських п'ятирічок присвячений фільм Леоніда Лукова «Велике життя» (1939 р., Київська кіностудія), одна з найвідоміших радянських картин довоєнних років, лідер прокату 1940 р. (18,6 млн глядачів). У центрі міста, у сквері поряд із ДП Торецьквугілля, Козодоєву та Рябошапці встановлені пам'ятні погруддя.

## Освіта

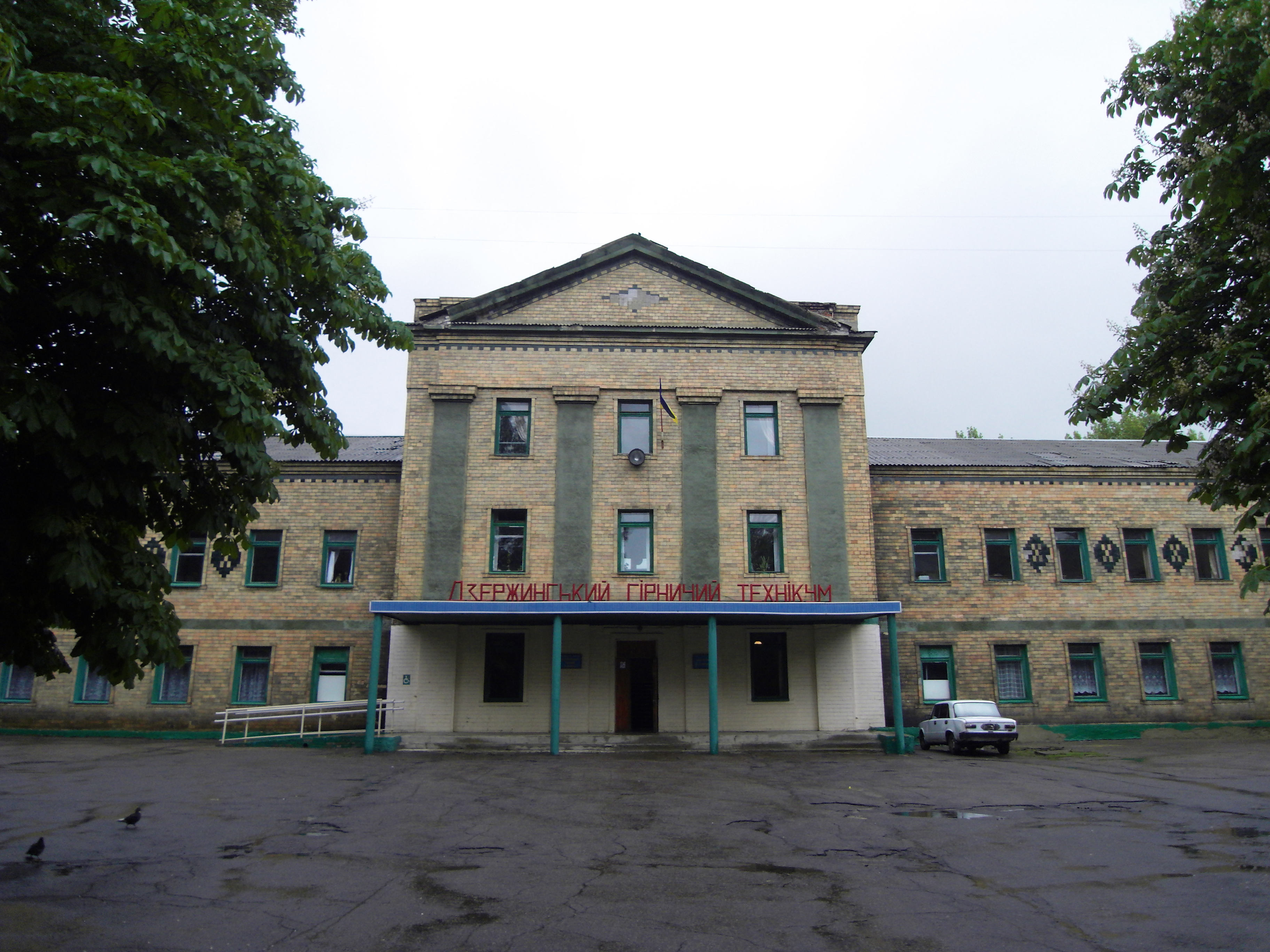
Донбаський державний коледж технологій та управління

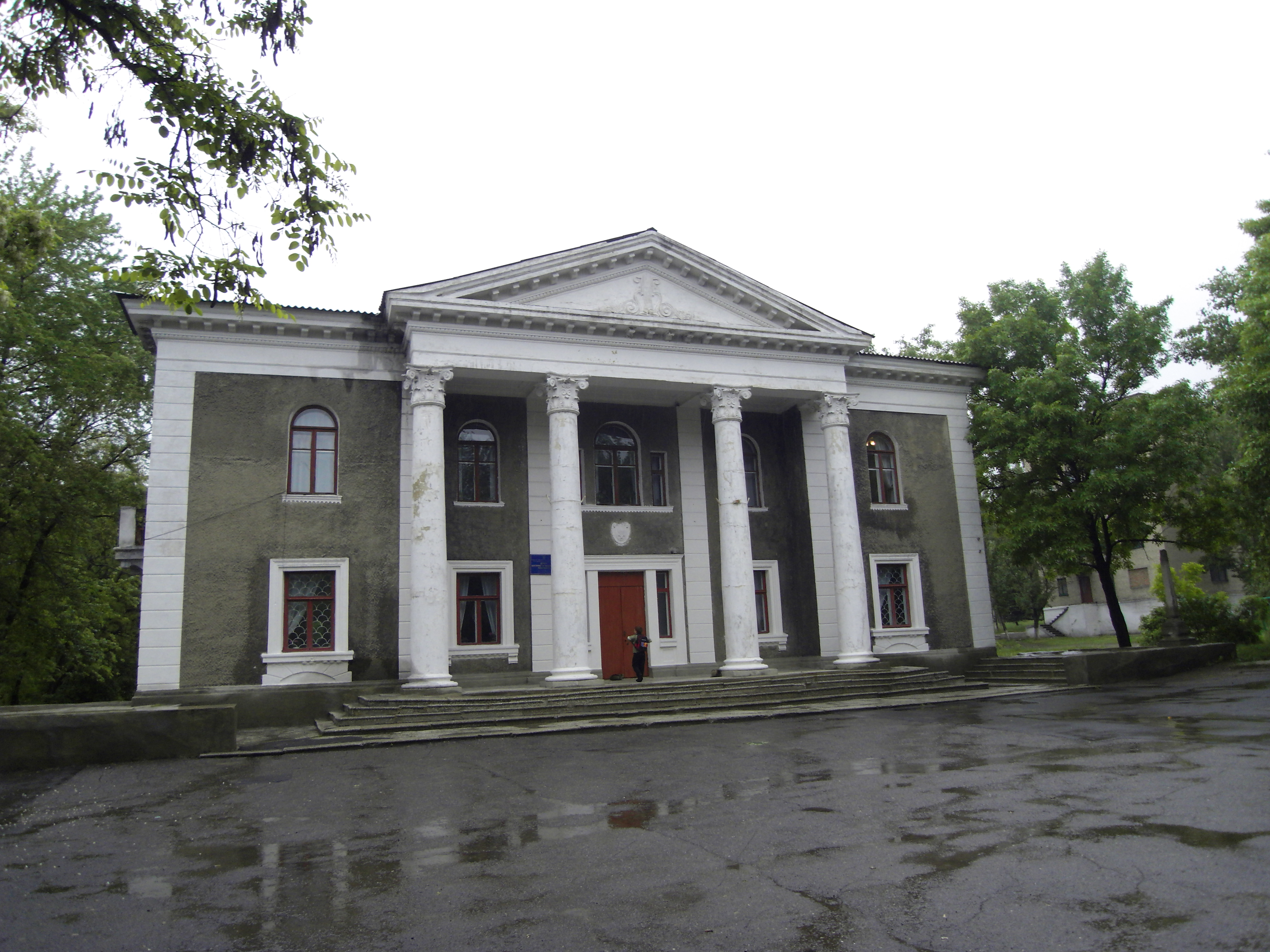
Центр дитячої та юнацької творчості м. Торецька

Загальна середня освіта в місті підпорядкована Міському відділу освіти Дзержинської міської ради Донецької області. Працюють два навчально-виховних комплекси: школа-гімназія (№ 1) і школа-ліцей (№ 6), а також спеціалізована загальноосвітня школа 1-3 ступенів навчання № 3 із поглибленим вивченням англійської мови; 8 загальноосвітніх шкіл 1-3 ступенів навчання; 7 шкіл 1-2 ступенів навчання; загальноосвітня школа-інтернат; дві вечірні загальноосвітні школи 2-3 ступенів навчання. У 2009 — 2010 навчальному році в 21 школі міста навчалося 5 200 дітей, а в 1981 — 1982 в 24 школах навчалось понад 10 000 учнів.
За роки незалежності закриті ОШ № 8, ОШ № 4, ЗОШ № 11.
В Торецьку діє міжшкільний навчально-виробничий комбінат. Впродовж довгого часу успішно працюють Торецька станція юних техніків, а також Центр дитячої та юнацької творчості. Для бажаючих займатися спортом працює дитячо-юнацька спортивна школа.
Професійна освіта в місті була представлена навчальними закладами: Донбаським державним коледжем технологій та управління, музичним коледжем, гірничим ліцеєм, Професійно-технічним училищем № 73. Дзержинський гірничий технікум (нині — Донбаський державний коледж технологій та управління), заснований в 1963 року, має два відділення: денне та заочне і готує спеціалістів за 5 спеціальностями: «Підземна розробка корисних копалин», «Експлуатація та ремонт гірничого електромеханічного обладнання та автоматичних пристроїв», «Важке машинобудування», «Обслуговування та ремонт автомобілів і двигунів», «Бухгалтерський облік».

## Засоби масової інформації
Торецьк.City — міське інтернет-видання, запущене у серпні 2018 року за підтримки Агенції розвитку локальних медіа «Або».
Міські друковані засоби масової інформації представлені газетами «Дзержинский шахтёр» і міським інформаційно-розважальним тижневиком «Дзержинский уезд».
З 1 вересня 2010 року по грудень 2014 року онлайн-сторінкою газети «Дзержинский шахтер» був сайт «Дзержинск — город шахтеров» (нині — Торецьк.Online). Сама же веб-сторінка з'явилася у грудні 2007 року. Першим її адміністратором був Віталій Волков.
У місті працює телерадіокомпанія «ТРК-8-Дзержинськ».

## Медичне обслуговування
У Торецьку станом на 1 січня 2010 року медичне обслуговування здійснюють 8 лікарень, 3 амбулаторії, 2 поліклініки, що сумарно забезпечують 680 ліжкомісць. Всі лікувально-профілактичні заклади акредитовані, 5 з них мають першу акредитаційну категорію (Центральна міська лікарня, стоматологічна та дитяча поліклініки, міська лікарня № 1 міста Артемове, амбулаторія селища міського типу Північне).
Парк автомобілів станції швидкої допомоги — 5 машин, забезпеченість бригадами швидкої допомоги — 0,62 на 10 тисяч населення (середній показник по області — 0,7). У 2007 році відкрита наркологічна амбулаторія. В лавах медичних робітників міста — 176 лікарів, 660 середніх медичних робітників. Працює санаторій-профілакторій «Райдуга» з водогрязелікарнею.

## Спорт
Торецьк завжди був містом, багатим спортивними традиціями. В 1960-ті роки введений в експлуатацію спортивний комплекс міського стадіону «Авангард» з трибунами на 10 тисяч місць, плавальним басейном та спортивними залами для занять гімнастів, борців, боксерів, важкоатлетів, акробатів. Футбольне поле, волейбольний та баскетбольний майданчики, сектор для легкоатлетів відповідали нормам проведення змагань високого рівня.
Міська футбольна команда «Шахтар» під керівництвом Олександра Васильовича Кириченко неодноразово ставала призером першості області, володарем Кубка області, а в 1979 році — чемпіоном області. В наступні роки тренерами футбольної команди були Володимир Іванович Шереверя, Петро Васильович Новіков. Вихованець місцевої команди «Шахтар» — майстер спорту СССР, заслужений тренер України з футболу Віктор Олександрович Грачов. За його участю донецька команда «Шахтар» стала володарем Кубка СССР в 1980 і 1983 роках.
Відомі досягнення жіночої команди з вільної боротьби (тренер Олег Нікіфоров). Тетяна Лазарєва — чемпіон України, Європи, срібний призер чемпіонату світу, учасниця олімпійських змагань на Олімпіаді 2004 року в Афінах (вагова категорія до 55 кг). У 2008 році Тетяна стала срібним призером чемпіонату світу в Токіо. Команда гирьовиків старшого покоління під керівництвом майстра спорту СССР Н. Старущенко успішно виступає на змаганнях високого рівня. Серед них майстер спорту СССР В. Волнов. На чемпіонаті світу 2005 року Юрій Суханов став чемпіоном світу, А. Юрченко — срібним призером. В червні 2006 року на чемпіонаті світу в Гамбурзі (Німеччина) майстер спорту СССР Ю. Суханов завоював срібну нагороду, а Олексій Сіобко — бронзову. Успішно виступають на першості області та України боксери міста (тренер А. Давидов).

## Видатні люди
Військові Армії УНР
- Віктор Логуненко (Катеринославська губ., Бахмутський пов., Резнянська вол., с. Желізне — 15.06.1920, під Подільська губ., с. Ігнатівка) — козак кінного полку ім. Гетьмана Івана Мазепи Армії УНР. Народився у с. Желізне — тепер м. Торецьк Донецької області. Загинув у бою з більшовиками. Місце поховання невідоме.

Герої України
- Сергій Шемук — наймолодший заслужений шахтар України, Герой України. 9 серпня 2010 року за зміну нарубав 170 тонн вугілля, перевершивши рекорд Олексія Стаханова 1935 року на 72 тони[59][60].
- Сергій Слюсар —забійник на відбійних молотках відокремленого підрозділу «Шахта „Північна“» державного підприємства «Торецьквугілля», Герой України[61].

Заслужені шахтарі України
- Сергій Шемук
- Дмитро Житльонок — колишній генеральний директор ДП «Торецьквугілля»[62].
- Анатолій Аксьонов (13 березня 1951 — 31 серпня 2013) — український гірничий інженер, колишній директор шахти «Новодзержинська», кандидат технічних наук. Заслужений шахтар України.

Шахтарі-стаханівці
- Козодоєв Захар Устинович
- Степан Рябошапка

Ветерани Другої світової війни

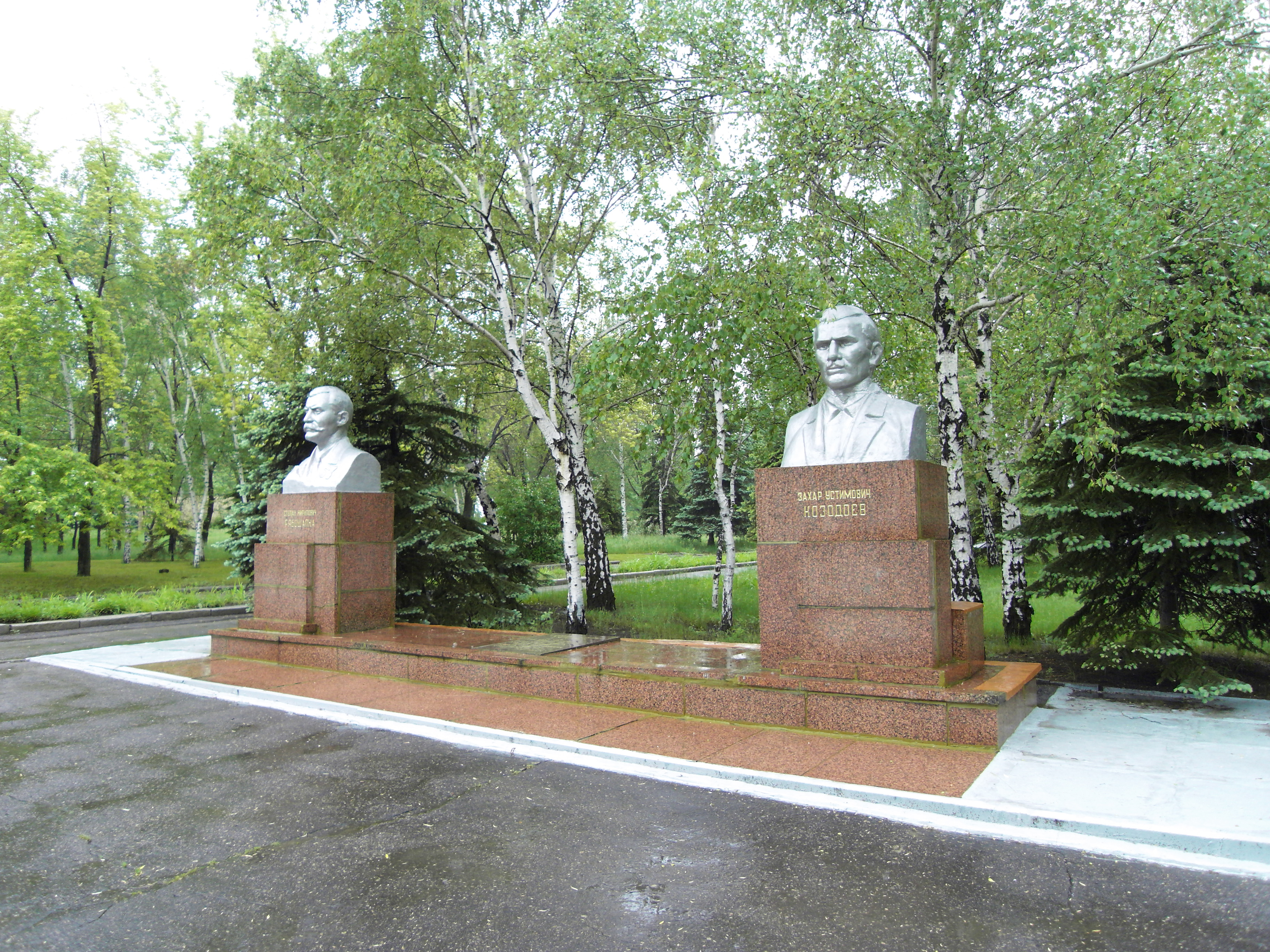
Пам'ятник торецьким стаханівцям Рябошапці та Козодоєву

Серед уродженців Торецька та воїнів, чия доля до чи після війни була пов'язана із з цим містом м, за роки Другої світової війни| звання Героя Радянського Союзу отримали:
- помічник командира взводу пішої розвідки окремого стрілецького батальйону 69-ї морської стрілецької бригади Володін Андрій Сергійович[64]
- капітан Догаєв Володимир Іванович
- старший лейтенант Тоболенко Михайло Миколайович
- капітан Пилипенко Іван Маркович
- капітан Скачков Микола Павлович
- старший лейтенант Наборський Іван Савелійович
- капітан Гужва Микола Якович
- лейтенант Нестеренко Данило Потапович
- старшина Дубрівний Петро Савелійович
- старший лейтенант Дятлов Олександр Іванович
- старший лейтенант Гамаюн Василь Ілларіонович
- капітан Талах Костянтин Якович
- майор Гаврилов Володимир Якович
- рядовий Фенько Степан Григорович
- молодший лейтенант Лисунов Микола Іванович

Герої російсько-української війни (з 2014 року)
- Власов Андрій Михайлович (1982—2023) — загинув 31 грудня 2023 року під час боїв за Авдіївку.
- Гайворонський Денис Васильович (1984—2022) — Загинув 6 березня 2022 року під час боїв за Волноваху внаслідок артилерійського обстрілу зі сторони росіян.
- Горін В'ячеслав Ігорович (1997—2022) — загинув 17 березня 2022 року під час боїв за Мар’їнку внаслідок безпосереднього зіткнення з противником та обстрілу з боку росіян.
- Григор Сергій Олександрович (1973—2022) — загинув 8 жовтня 2022 року під час боїв за Бахмут.
- Іванов Артем Геннадійович (1984—2023) — загинув 11 січня 2023 року під час боїв за Бахмут.
- Івженко Сергій Миколайович (1980—2022);— загинув 17 травня 2022 року під час боїв за Мар’їнку.
- Останін Олег Олександрович (1980—2022) — загинув 27 лютого 2022 року під час боїв за Волноваху.
- Панасенко Олег Геннадійович (1998—2023) — загинув під час боїв за Авдіївку.
- Парасочка Геннадій Павлович (1975—2017) — загинув 8 грудня 2017 року в зоні АТО під час виконання бойового завдання[66],[67].
- Чолокян Артур Ашотович (1985—2014) — солдат Збройних сил України, учасник АТО, загинув під Іловайськом.

Спортсмени
- Воронков Ігор Сергійович — український футболіст.
- Грачов Віктор Олександрович — український футболіст, тренер.
- Дарануца Христина (* 1990) — українська спортсменка, виступала у вільній боротьбі. Майстер спорту України міжнародного класу.
- Лазарева Тетяна Вікторівна — срібний призер чемпіонату світу, дворазова чемпіонка Європи з вільної боротьби.
- Ольга Тихонова — триразова чемпіонка світу з бодибілдингу.
- Шаріфов Салех Осман огли — радянський футбольний тренер, працював у ФК Шахтар (Горлівка), один з перших тренерів Віктора Грачова.

Інші
- Александров Сергій Миколайович — кавалер ордена Леніна, проректор з навчальної роботи Донецького національного технічного університету, директор гірничого інституту.
- Білий Володимир Васильович — український і радянський гірничий інженер, творець спеціалізованої системи шахтостроя в Україні і в СРСР.
- Брусиловський Єфрем Мойсейович — доктор медичних наук, ревматолог, бальнео- та фізіотерапевт.
- Гриньов Володимир Герасимович  — радянський та український гірничий інженер, шахтар, урядовець та професор.
- Микола Гриньов — відбійник шахти «Північна» державного підприємства «Торецьквугілля», депутат Торецької міської ради (2010—2020), колаборант з РФ (з 2022 року).
- Павло Кабанов — російський актор театру і кіно, шоумен, пародист, телеведучий.
- Кавалеров Іван Олександрович — професор, ректор Харківського медінституту, один з засновників Донецького НДІ фізіології праці.
- Камишов Олексій Олексійович (1954—2023) — український шахтар, Заслужений донор України
- Іван Карабиць (1945, Ялта, Донецька область — 20 січня 2002, Київ) — композитор, автор гімну Торецька. Понад 10 років був директором музичного фестивалю Kyiv Music Fest. А також, професором національної музичної академії України та членом Національної комісії з питань культури при ЮНЕСКО.[68]
- Півторипавло Віктор Вікторович — композитор, основний вокаліст, клавіші, перкусія гурту «Запрещённые барабанщики».
- Рижков Микола Іванович — голова Ради міністрів СРСР (1985—1990).
- Шуклін Олексій Степанович (* 1938) — шахтар, лауреат Державної премії УРСР 1975 року.
- Щербакова Галина Миколаївна — радянська письменниця, сценарист.

## Додаткові джерела
- Дзержинськ — Інформаційно-пізнавальний портал | Донецька область у складі УРСР (На основі матеріалів енциклопедичного видання про історію міст та сіл України, том — Історія міст і сіл Української РСР. Донецька область. — К.: Головна редакція УРЕ АН УРСР, 1970. — 992 с.)